# John Philip Holland

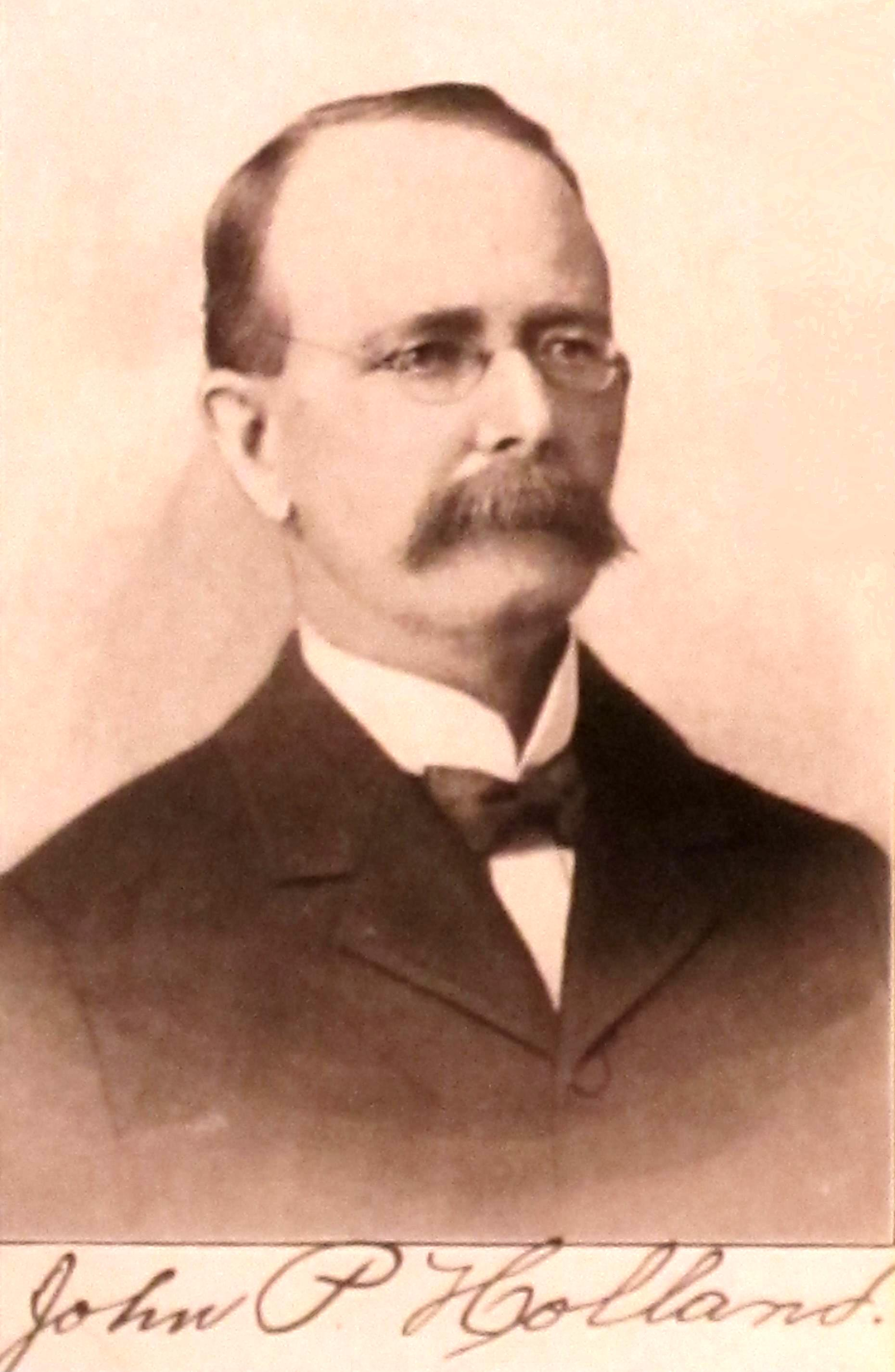
John Philip Holland

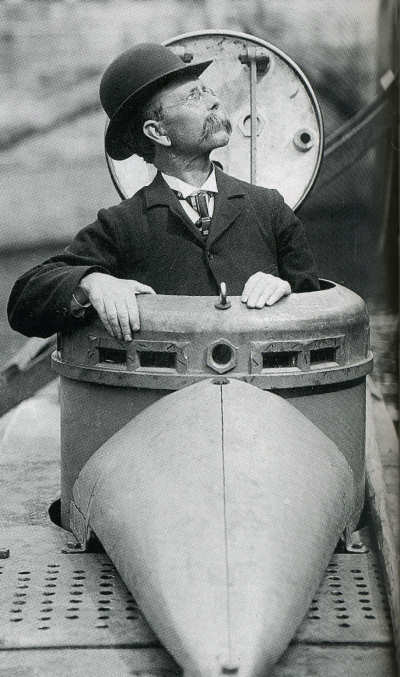
John Philip Holland

John Philip Holland (irisch Seán Ó Maolchalann; * 24. Februar 1841 in Liscannor, Irland; † 12. August 1914 in Newark, USA) war ein irisch-US-amerikanischer Erfinder. Er konstruierte die ersten praktisch eingesetzten U-Boote der US-Marine und einiger anderer Marinen zu Beginn des 20. Jahrhunderts.

## Leben

### Jugend in Irland – Träume vom Unterseeboot
John Philip Holland wurde als zweiter der vier Söhne von Máire Ní Scannláin Holland und John Holland in Liscannor in der westirischen Grafschaft Clare geboren. Da in seiner Familie nur Irisch gesprochen wurde, lernte er die englische Sprache erst an einer öffentlichen Schule. Später besuchte er katholische Ordensschulen in Ennistymon und Limerick. Schon in seiner Jugend beschäftigte er sich mit der Theorie von Unterwasserfahrzeugen und las die Schriften von David Bushnell, William Bourne und Robert Fulton. Als irischer Patriot hoffte er, mit Unterwasserfahrzeugen die übermächtige Britische Marine bekämpfen zu können. 1858 trat John Philip Holland dem katholischen Orden der Irish Christian Brothers bei und wurde Lehrer. Als er 1869 von der erfolglosen Intelligent Whale las, begann er sich intensiv und systematisch mit seinem Jugendtraum zu beschäftigen. Holland verließ den Orden 1873 und emigrierte in die USA, wo er hoffte, Geldgeber für sein Projekt zu finden.

### Erste Jahre in den USA – Unterseeboote für die Freiheit Irlands
Holland zog nach Boston, wo seine Mutter und die Brüder lebten. Er verließ seine Familie aber bald und arbeitete zunächst wieder als Lehrer in Paterson (New Jersey).
In dieser Zeit führte ihn sein jüngerer Bruder Michael in die Fenian United Brotherhood (Fenians) ein. Die Fenians waren der amerikanische Flügel der Irischen Republikanischen Bruderschaft. Die Auslandsorganisation unterstützte den Unabhängigkeitskampf in der irischen Heimat mit Geldern und Waffen, aber teilweise auch mit Terroranschlägen. Holland konnte die recht finanzstarke Organisation überzeugen, Gelder für einen ersten U-Boot-Testbau bereitzustellen. Schon 1875 hatte er einen entsprechenden Entwurf der US-Marine vorgelegt, der aber als „nicht durchführbar“ abgelehnt wurde. Die Fenians planten, sich mit Handelsschiffen britischen Kriegsschiffen zu nähern und unbemerkt U-Boote zu wassern, die diese dann torpedieren sollten. Die romantischen Patrioten oder auch international agierenden Terroristen, je nach Blickwinkel, waren sicherlich von dem 1870 erschienenen Buch 20.000 Meilen unter dem Meer des französischen Autors Jules Verne inspiriert.
Unter der Leitung von Holland entstanden somit nacheinander sechs U-Boot-Entwürfe, davon die ersten vier für die Fenians. Das erste Boot, die Holland I wurde 1877 bei Albany City Iron Works in Albany gebaut. Die Eisenkonstruktion verdrängte gerade einmal 2 tn.l. und besaß einen Petroleum-Motor mit einer Leistung von 4 PS. Obwohl der Motor viel zu klein war, überzeugten die Testfahrten auf dem Passaic River die Fenians. Gelder für eine größere Konstruktion wurden versprochen und das Testboot versenkt. Das Wrack wurde 1927 gehoben. Es ist seitdem im Paterson-Museum ausgestellt.
1879 gab Holland seine Arbeit als Lehrer auf und arbeitete ausschließlich für das U-Boot-Projekt der Irischen Freiheitskämpfer. Im selben Jahr war der Baubeginn eines wesentlich größeren Bootes. Ein kleineres Versuchsmodell wurde ebenfalls gebaut.

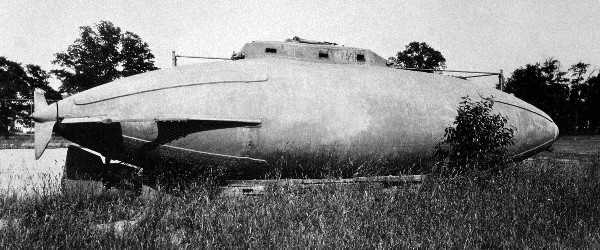
Fenian Ram

Als zweites Boot entstand die Fenian Ram, chronologisch auch als Holland II bekannt. Sie wurde am 3. Mai 1879 bei Delamater Iron Works in New York auf Kiel gelegt und lief im April 1881 vom Stapel. Das zigarrenförmige Boot verdrängte 19 ts und war mit einer Druckluftkanone ausgestattet. Das Geschütz war modernen Torpedoausstoßrohren nicht unähnlich und verschoss Projektile auf rund 50 m. Eine entscheidende Neuerung des Konzeptes war, dass die das Boot untertauchende Kraft nicht wie bei den bisherigen Entwürfen von Tauchbooten lediglich über Ballasttanks bereitgestellt wurde. Das Boot besaß beim Tauchen einen leichten statischen Auftrieb. Es taucht lediglich ab, indem Tiefenruder dem Boot bei Vorwärtsbewegung einen dynamischen Abtrieb gaben. Ein ähnliches Prinzip nutzen Luftschiffe, um aufzusteigen. Das Boot und die Druckluftkanone wurden ausgiebig getestet, wobei Tiefen von 18 m erreicht wurden. Allerdings geriet Holland mit den Fenians in Streit, die daraufhin das Boot nach New Haven entführten, wo es aufgegeben und in einem Schuppen eingelagert wurde, weil niemand die komplizierte Konstruktion bedienen konnte. Die Fenian Ram wurde 1916 in New York City anlässlich einer Spendensammlung für die Opfer des britischen Eingreifens nach dem Osteraufstand öffentlich ausgestellt. Das Boot befindet sich heute im Paterson-Museum.
Gleichzeitig wurde mit der Fenian Model (Holland III) ein erheblich kleineres Testboot in Jersey City gebaut. Es sank aber bald nach dem Stapellauf.

### Spätere Jahre – Der Durchbruch

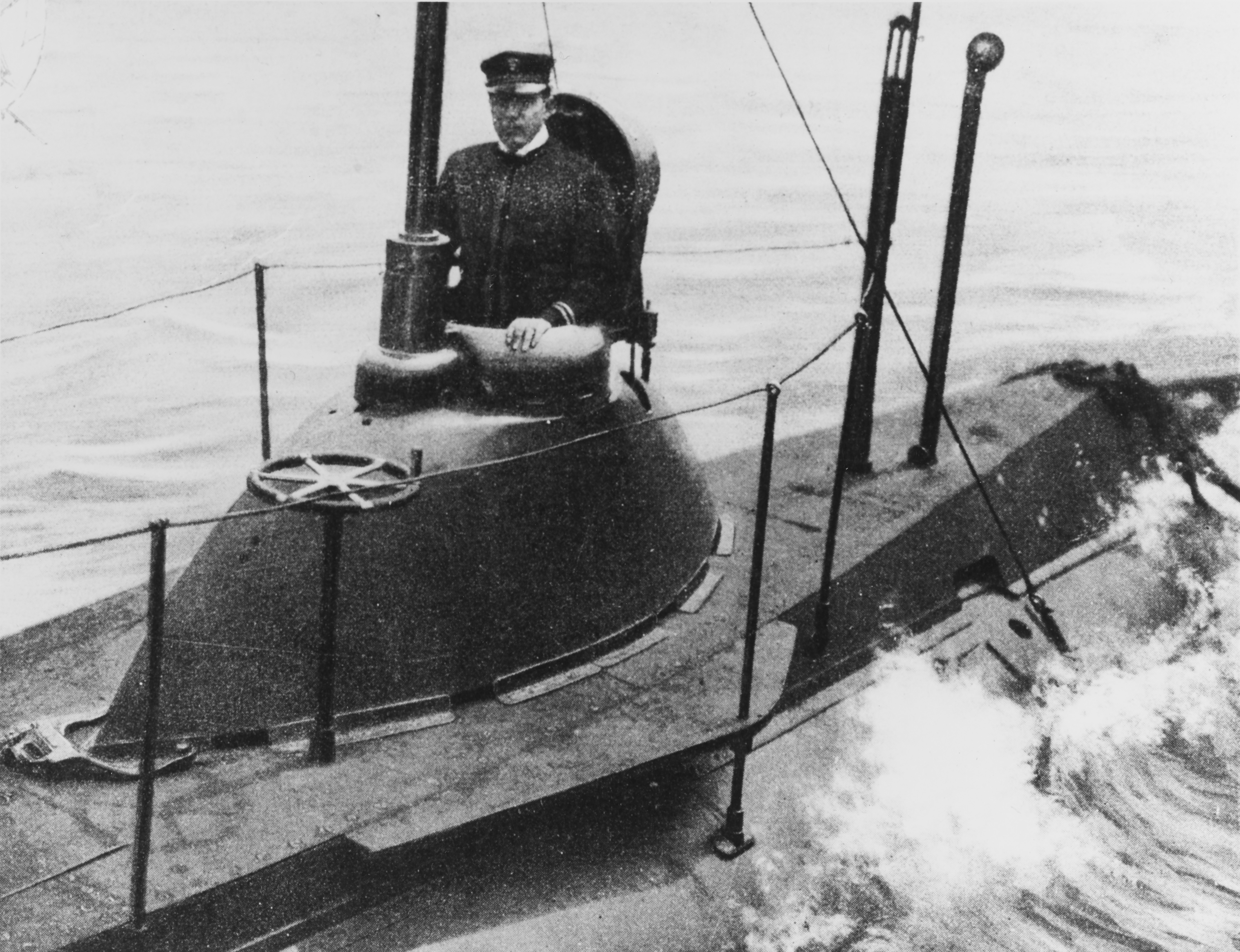
USS Plunger, Postkarte von 1900

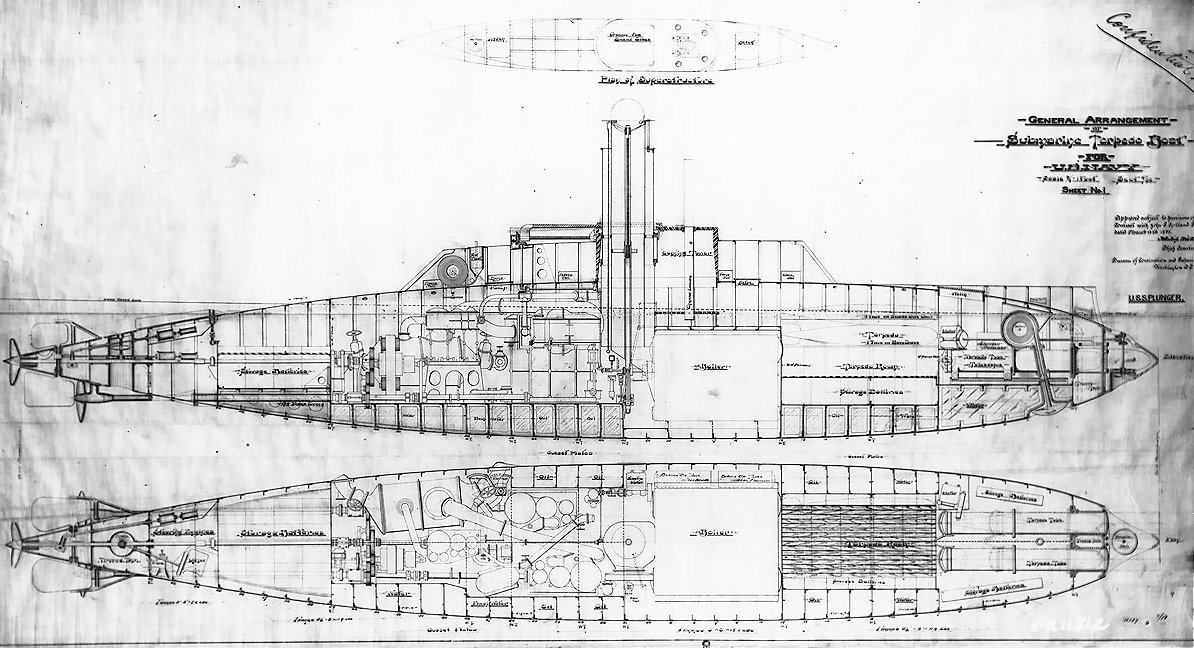
Risszeichnung der Plunger, 1895

Nach dem Bruch mit den Fenians arbeitete Holland einige Zeit als Technischer Zeichner in New York City.
Zwischen 1885 und 1886 entwarf er für den Heeresleutnant Edmund Zalinski in Fort Lafayette ein hölzernes Boot. Die Arbeiten wurden später in Fort Hamilton fortgesetzt. Das Boot war als Versuchsplattform für die von Zalinski entwickelte pneumatische Torpedokanone gedacht. Die als Holland IV bezeichnete Konstruktion wurde beim Stapellauf schwer beschädigt und konnte nicht eingesetzt werden.
Am 17. Januar 1887 heiratete Holland Margeret Foley. Die Ehe brachte sieben Kinder hervor, von denen allerdings zwei schon jung verstarben.
Als Reaktion auf die europäischen Erfolge im U-Boot-Bau kam es 1888 zu einer Ausschreibung der US-Marine. Gesucht wurde ein Boot, das unter Wasser bei 8 kn in bis zu 45 m Tiefe zwei Stunden lang operieren konnte und an der Oberfläche eine Marschgeschwindigkeit von 15 kn erreichte. Holland beteiligte sich an dem Wettbewerb und konnte sich gegen seinen Mitbewerber Simon Lake durchsetzen. Der Entwurf wurde aber nicht gebaut.
Als es 1893 zu einer erneuten Ausschreibung der US-Regierung kam, gründete Holland gemeinsam mit dem Anwalt Elihu B. Frost, der das Kapital beisteuerte, die Holland Torpedo Boat Company. Ein neuer Entwurf wurde entwickelt und am 7. August 1897 lief in Baltimore die Plunger vom Stapel. Die ganze Konstruktion war ein Fehlschlag und wurde nicht zu Ende gebaut. Holland entschied sich, einen Teil des beim Wettbewerb gewonnenen Preisgeldes an das Marineministerium zurückzuzahlen und vom Rest des Geldes einen anderen, viel bedeutsameren Entwurf zu realisieren.
Dieses Tauchboot, die Holland VI, lief am 17. Mai 1897 vom Stapel und sollte der erste große Erfolg werden. Die 74 ts verdrängende Konstruktion wurde über Wasser von einem 50 PS starken Petroleummotor angetrieben. Unter Wasser wurden, wie in modernen U-Booten bis heute, akkumulatorgespeiste Elektromotoren verwendet. Das Boot hatte einen Überwasserfahrbereich von 865 nautischen Meilen, was etwa 1600 km entspricht. Als Bewaffnung diente ein Torpedorohr, das 457 mm Whitehead-Torpedos verschießen konnte. Es konnte zweimal nachgeladen werden. Die Besatzung bestand aus 9 Mann, deren Lebensbedingungen allerdings sehr schlecht waren.
Nach zweijähriger Testphase wurde das U-Boot von der US-Marine gekauft und am 12. Oktober 1900 als Holland mit der neu geschaffenen Schiffskennung SS-1 (für Ship Submersible) in Dienst gestellt. Kurz zuvor bewies die neue Waffe im September 1900 ihre Wirksamkeit, als sich das U-Boot bei einem Flottenmanöver dem Schlachtschiff USS Kearsarge unbemerkt auf 100 m nähern konnte und einen Torpedoangriff simulierte. Die USS Holland war, wenn man von den frühen Versuchen aus dem Unabhängigkeits- und dem Sezessionskrieg absieht, das erste einsatzfähige U-Boot der US-Marine.
Im selben Jahr fusionierte die Holland Torpedo Boat Company mit der von Isaac Rice gegründeten Electric Boat. Electric Boat ist inzwischen eine Tochter von General Dynamics und baute im Kalten Krieg viele US-amerikanische Atom-U-Boote.
Mit dem Kapital der Electric Boat konnte nun der wachsende Kundenstamm bedient werden. Gleichzeitig gab es nach dem Erfolg weltweit ein großes Interesse an U-Booten. Holland entwickelte den Entwurf weiter zum Holland VII-Boot, von dem ein Prototyp, die Fulton gebaut wurde. Die vergrößerte Version verdrängte 120 ts und wurde als Plunger-Klasse (auch Adder-Klasse oder A-Klasse) bezeichnet. Zwischen 1900 und 1906 wurden 24 Boote gebaut und an verschiedene Marinen verkauft. Der erste Auslandskunde für Hollands Boot war ironischerweise die Britische Marine, die 1900 fünf Boote bestellte. Diese auf der Adder basierenden Boote wurden von Vickers in Barrow-in-Furness in Lizenz hergestellt.

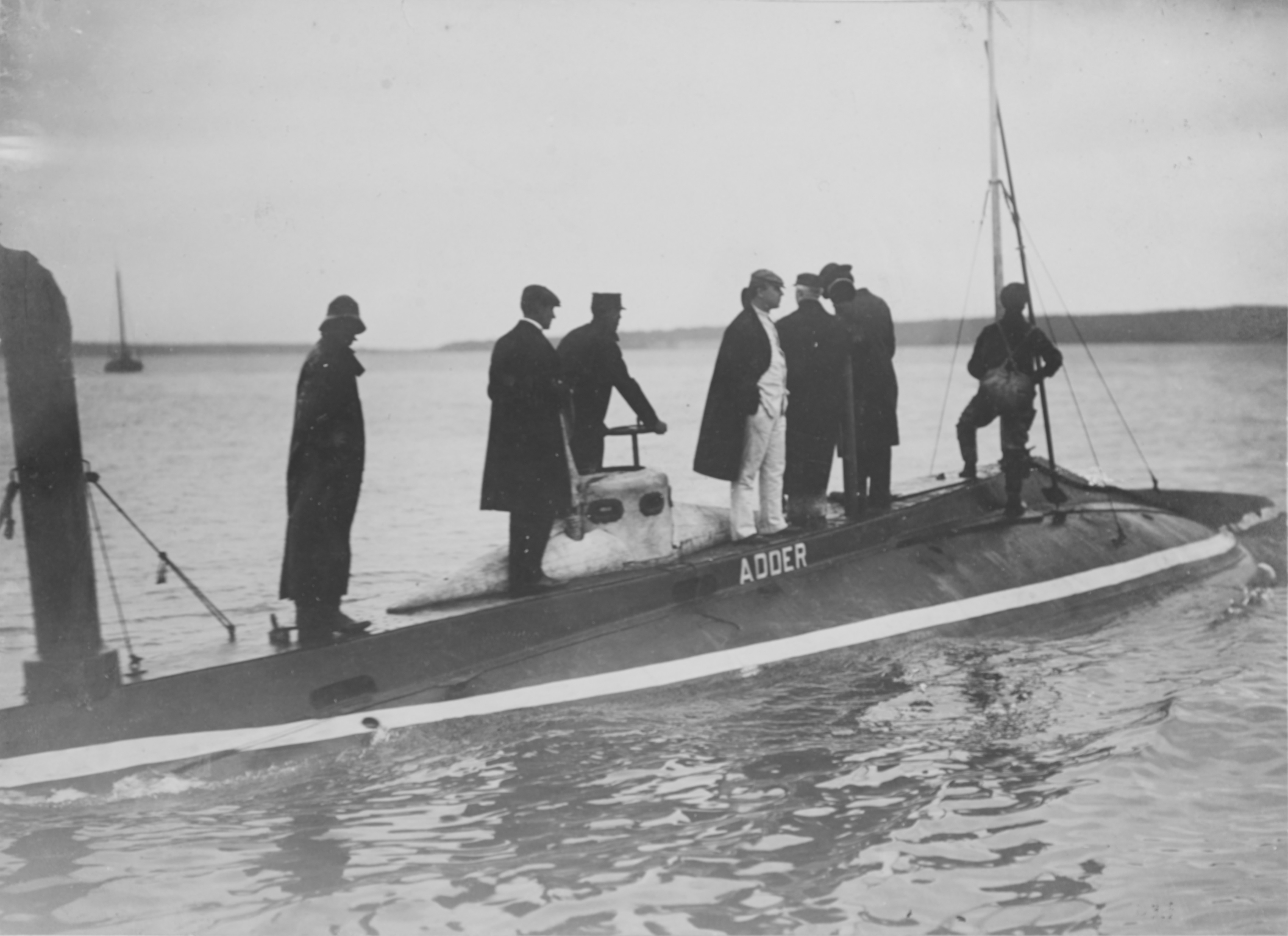
Holland VII-Boot USS Adder

Insgesamt präsentierten sich die Verteilungen der Holland-Boote wie folgt:
- US-Marine: 7
- Kaiserlich Japanische Marine: 5 (in den USA vormontiert, in Japan komplettiert)
- Britische Marine: 5 (Lizenzbau), genannt Holland 1 bis Holland 5
- Niederländische Marine: 1 (Lizenzbau)
- Russische Marine, Som-Klasse: 7 (6 Lizenzbauten)

Im März 1904 verließ Holland die Electric Boat im Streit. In den ihm verbleibenden Lebensjahren entwickelte er weitere U-Boot-Konzepte, fand aber keine Geldgeber. Er konnte seine Entwürfe nicht unter dem renommierten Namen Holland vermarkten, da sich Electric Boat die Namensrechte gesichert hatte.
John Philip Holland starb am 12. August 1914 in Newark (New Jersey) an den Folgen einer Lungenentzündung.
Anlässlich seines 100. Todestages gab Irland 2014 eine Gedenkmünze heraus.